# 10822 Yasunori
10822 Yasunori (1993 SK1) là một tiểu hành tinh vành đai chính được phát hiện ngày 16 tháng 9 năm 1993 bởi K. Endate và K. Watanabe ở Kitami. Nó được đặt theo tên Yasunori Harada, một nhà thiên văn nghiệp dư.